# فرودگاه دریاچه ساشا
فرودگاه دریاچه ساشا (به انگلیسی: Tsacha Lake Airport) یک فرودگاه همگانی است که یک باند فرود شن دارد و طول باند آن ۸۸۴ متر است. این فرودگاه در کشور کانادا قرار دارد و در ارتفاع ۱۰۵۲ متری از سطح دریا واقع شده است.